# ティン・マシーン
ティン・マシーン (Tin Machine)は、イギリスのロック・バンド。ソロ・ミュージシャンとして活動していたデヴィッド・ボウイを中心に結成された。

## 略歴
1988年、デヴィッド・ボウイ（ボーカル、ギター）、リーヴス・ガブレルス（ギター）、トニー・セイルス（ベース）、ハント・セイルス（ボーカル、ドラムス）により結成。このバンドを結成した理由としては、『レッツ・ダンス』以降のビッグ・セールスとゴージャスなサウンドというイメージからの脱皮を図るためである。バンド結成にあたり、「もう過去の作品は歌わない」とボウイとしての音楽活動の封印を宣言した。
1989年5月、ファースト・アルバム『ティン・マシーン』をリリースし、賛否両論あったものの一定の評価を得る。同作に伴うツアーは、敢えて小規模の会場を選んで行われた。その後バンドは、ボウイがソロ名義でワールド・ツアーを行うため活動を一時中断する。
1991年9月、セカンド・アルバム『ティン・マシーンII』をリリース。同作は、セールスも評価も大きな成果は挙げられなかった。10月より大規模なワールド・ツアーを行うが、1992年2月17日の日本武道館公演が、バンドとして最後のライヴとなり、ボウイは封印を解いて再びソロ活動に専念する。1992年7月、ライヴ・アルバム『ティン・マシーン・ライヴ　oy vey,baby』発表。
3枚目のアルバム『ティン・マシーンIII』を製作する構想はあったものの実現はしていなく、正式な発表はないものの実質的には解散となった。この件に関しボウイは「メンバーの私的な問題で終わってしまったけど、これは僕が話すことではない」と黙秘しているが、1975年のボウイのスタジオアルバム、『ヤング・アメリカンズ』に参加し、その後長きに渡ってボウイのパートナーを務めたカルロス・アロマーによるとドラマーのハント・セイルスがドラッグ中毒でバンドが何度も苦境に陥り、そのことでボウイが激怒したというのが理由らしい。
長いボウイのキャリアにおいて、再評価の兆しはなく、音楽的・商業的にも失敗と見られがちである。

## 作品

### アルバム
- ティン・マシーン - Tin Machine（1989年）
- ティン・マシーンII - Tin Machine II（1991年）
- ティン・マシーン・ライヴ　oy vey,baby - Tin Machine Live oy Vey, Baby（1992年）

### シングル
- Under the God（1989年）
- Heaven's in Here（1989年）

イギリスではシングル・カットされていない
- Tin Machine/Maggie's Farm (live)（1989年）

両A面シングル。「Maggie's Farm」はボブ・ディランのカヴァー
- Prisoner of Love（1989年）
- You Belong in Rock N' Roll（1991年）
- Baby Universal（1991年）
- One Shot（1991年）

日本やドイツでシングル・カットされた
- Baby Universal (live)（1992年）

BBCでのスタジオ・ライヴを収録。日本でリリースされた